# 죽산시외버스터미널
죽산시외버스터미널은 경기도 안성시 죽산면 죽주로 290 (죽산리 123-4)에 위치한 대한민국의 시외버스터미널이다.
원래 건물은 1층 건물로 되어 있었으며, 매표소와 대합실, 슈퍼가 있었고 승차장은 따로 존재하지 않았는데 2012년 12월에 건물을 헐고 그 반대편 택시승강장 옆에 새롭게 터미널 건물을 건축했다. 새로 건축된 터미널 건물은 2층 건물로 되어 있으며 편의점, 매표소, 대합실, 5개의 승강장까지 갖추고 있다.

## 운행 노선

### 시외버스
| 방면        | 행선지 |
| ----------- | --- |
| 수도권 방면 | 고양화정, 공도, 대림동산, 동서울, 백암, 부천, 서수원, 서울남부, 성남, 송탄, 수원, 안산, 안성, 안양, 양지, 양평, 여주, 오산, 이천, 인천, 좌전, 태평리, 평택 |
| 강원권 방면 | 문막, 원주 |
| 충청권 방면 | 광혜원, 생극, 아산, 이월, 진천, 천안, 충주 |

### 시내버스
● 경기도 도시형버스
- 3-1번 (죽산터미널 ~ 능북리)
- 3-2번 (죽산터미널 ~ 산직.칠장사)
- 3-3번 (죽산터미널 ~ 덕산낚시터)
- 3-4번 (죽산터미널 ~ 거곡)
- 3-5번 (죽산터미널 ~ 일죽시외버스터미널)
- 10-1번 (백암터미널 ~ 죽산터미널)
- 17번 (죽산터미널 ~ 광혜원)
- 17-1번 (죽산터미널 ~ 광혜원)
- 17-2번 (죽산터미널 ~ 광혜원)
- 26-1번 (죽산터미널 ~ 이천종합버스터미널)
- 37번 (금석동 ~ 여주종합버스터미널)
- 101번 (백암터미널 ~ 죽산터미널)
- 370번 (일죽시외버스터미널 ~ 평택시외버스터미널)
- 380번 (안성종합버스터미널 ~ 평택시외버스터미널)

## 특이 사항
- 평택, 안성, 공도, 이천, 여주, 백암은 시내버스와 시외버스가 모두 운행하고 있다.
- 이천, 여주 방면 시외버스 요금이 시내버스 보다 2배 이상 비싸다.